# Myotis scotti
Myotis scotti је врста слепог миша из породице вечерњака (лат. Vespertilionidae).

## Распрострањење
Етиопија је једино познато природно станиште врсте.

## Станиште
Врста Myotis scotti има станиште на копну.
Врста је по висини распрострањена до 2.500 метара надморске висине.

## Угроженост
Ова врста се сматра рањивом у погледу угрожености врсте од изумирања.

### Популациони тренд
Популација ове врсте се смањује, судећи по расположивим подацима.